# ياسر العظمة
ياسر العظمة (ولد 1361 هـ / 1942 م)؛ ممثل وكاتب ومؤلف ومنتج سوري، اشتَهَر بمسلسله مرايا الذي ألَّفه وأعدَّه مدَّة تزيد على خمسة وثلاثين عامًا، مثَّل فيه الكثير من الشخصيات التي غالبًا ما تحمل الطابع النقدي الفُكاهي.

## ولادته وأسرته
ولد ياسر بن أنور العظمة في دمشق، يوم السبت 1 جُمادى الأولى 1361هـ الموافق 16 مايو 1942م، لأسرة العظمة الدمشقية المعروفة قديمًا بآل التركماني. ونسبه الكامل: هو ياسر بن أنور، بن رشدي، بن سليمان، بن محمود، بن أمين، بن محمد، بن إسماعيل، بن إبراهيم، بن إسماعيل باشا، بن محمد بك، بن حمدان، بن حسين، بن موسى، بن محمد، بن حسن بك تركمان.
التحقَ بكلية الآداب بجامعة دمشق وتخرَّج فيها.

## سيرته الفنية
بدأ مسيرته الفنية من المسرح، حين شارك في مسرحية «شيخ المنافقين» المقتبسة من مسرحيةٍ للشاعر والممثِّل الإنجليزي بن جونسون عام 1963. وشارك عام 1966 في مسرحية «طرطوف» المقتبسة من مسرحية للكاتب الفرنسي موليير، من إخراج رفيق الصبان، شارك فيها إلى جانب عدد من الفنانين السوريين منهم: هاني الروماني، ومنى واصف، وهالة شوكت. إضافة إلى مسرحيةٍ أخرى بعنوان «الخاطبة» من تأليف ثورنتون وايلدر أحد أبرز كتاب المسرح الأمريكي.، وإخراج سليم صبري.[بحاجة لمصدر]
انضمَّ إلى نقابة الفنانين السوريين عام 1968، وشارك في العام نفسه في مسرحية «التنين» من إخراج أسعد فضة، وهي مقتبسة من مسرحيةٍ للمؤلف المسرحي الروسي يفغيني شفارتس. ثم شارك إلى جانب مجموعةٍ من الفنانين مثل: رفيق سبيعي، وهاني الروماني، وفهد كعيكاتي، وأنطوانيت نجيب، وسامية الجزائري في مسلسل «بريمو» عام 1973.[بحاجة لمصدر]
في عام 1974، شارك في المسرحية السياسية الفُكاهية الشهيرة «ضيعة تشرين»، من تأليف الكاتب محمد الماغوط، وإخراج وبطولة دريد لحام، وشاركه فيها كلٌّ من نهاد قلعي، وصباح الجزائري، وأسامة الروماني، وملك سكر، وعمر حجو وغيرهم. واستمرَّ تألقه على خشبة المسرح، في المسرحية الشهيرة «غُربة» التي تروي واقع الوطن العربي في حِقْبة السبعينيات، وهي من تأليف محمد الماغوط، وإخراج دريد لحام (إخراج مسرحي)، وخلدون المالح (إخراج تلفازي).
في عام 1977 دخل عالم التلفاز، حين شارك في مسلسل «الحب والشتاء» مع كلٍّ من: منى واصف، وعبد الرحمن أبو القاسم، وحسن عويتي، وعبد الهادي الصباغ. إضافة إلى مشاركته في مسلسل «رحلة المشتاق» مع منى واصف، ونادين خوري، وعصام عبه جي، وسليم كلَّاس وغيرهم. ثم شارك عام 1978 في المسلسل التاريخي «الحكاية الثانية من سيرة بني هلال: الأميرة الخضراء»، الذي تناول قصة رزق الدريدي والأميرة الخضراء والدة أبي زيد الهلالي. وشارك عام 1980 في مسلسلين هما «بصَمات على جدار الزمن» من إخراج هيثم حقي، ومسلسل «أبو الخيل» مع الممثلين: أدهم الملا، وفوزي بشارة، وهاني الروماني، وسحر فوزي.[بحاجة لمصدر] وفي عام 1981، شارك في مسلسل «تلفزيون المرَح» من إخراج هشام شربتجي، ومسلسل «طبول الحرِّية» من إخراج داوود شيخاني.
أطلق مشروعه الفني مسلسل «مرايا» عام 1982، وشارك عام 1983 في مسلسل «زمن الحرب» مع عدد من الممثلين منهم: منى واصف، وهاني الروماني، وأحمد الزين، وماجد أفيوني.[بحاجة لمصدر] وشارك عام 2007 في المسلسل الاجتماعي الفُكاهي «رجل الأحلام» من إخراج رشا شربتجي. أما في المجال السينمائي فكانت له تجرِبة وحيدة هي «الرجل الأخير»، وقدَّم برامجَ هادفة في الستينيات مثل برنامج «أبجد هوَّز» الذي يُعنى بتصحيح مفردات اللغة العربية.[بحاجة لمصدر]
عاد ياسر إلى بلده سوريا بعد ستة سنوات من الغياب أمضاها مع عائلته بين مصر والإمارات. وفي 20 أغسطس 2020 أعلن ياسر العظمة في حسابه على مواقع التواصل الاجتماعي برنامجًا أسبوعيًّا من إعداده وتقديمه، بعنوان «مع ياسر العظمة».

## مسلسل مرايا
في عام 1982 بدأ ياسر العمل على مشروعه الكبير والأشهر، وهو المسلسل الاجتماعي الناقد الفُكاهي «مرايا»، مع المخرج هشام شربتجي، وكان لياسر الفضل في اكتشاف العديد من المواهب الفنية السورية والوجوه الجديدة، في مسلسله المذكور.[بحاجة لمصدر] واستمرَّ في السنوات اللاحقة في العمل على مسلسل مرايا بجميع أجزائه، إلى أن بلغ مرايا 2013 الذي صُوِّر في الجزائر بسبب الأزمة السورية.[بحاجة لمصدر]
قدَّمت أجزاء مرايا منذ انطلاقتها العشرات من القصص والحكايا بأسلوب ناقد ساخر محبَّب، وتطرَّقت إلى العديد من المواضيع السياسية والاجتماعية والأسرية، ممَّا وضع المسلسل على قمَّة المسلسلات الفُكاهية العربية. وانتقد ياسر العظمة في عمله هذا أوضاعًا محلِّية سورية وأُخرى عربية، وعانت سلسلة مرايا من تهديدات منع العرض، ولكن العظمة لم يأبه لهذا، وقد حصل عدَّة مرَّات على دعم السُّلطة لتقديم ما يريد.
وغيَّر العظمة عنوان مسلسله في بعض السنوات، فسمََّاه «شوفوا الناس» و«حكايا المرايا». وكذلك نوَّع في المخرجين، فأخرج بعضَ المواسم عددٌ من المخرجين منهم: عدنان إبراهيم، ومأمون البني، وحاتم علي، وسيف الدين سبيعي، وسامر برقاوي، وعامر فهد. ولكن بقي الإشراف النهائي على المسلسل في النص والتمثيل بتوقيع ياسر العظمة، وكذلك أنتج كثيرًا من مواسمه.

## حياته الخاصة
تزوَّج صباح خطاب (شقيقة الفنانة فاديا خطاب) بعد أن قابلها في مسرحية “غربة”، وله منها ولدان: أنور ويزن.
في 28 مايو 2021 أعلن في حسابه على موقع إكس (تويتر) حصوله على الجنسية الإماراتية حين كتب: «شرفتني دولة الإمارات العربية المتحدة بمنحي الجنسية الإماراتية، فشكراً لسمو الشيخ محمد بن راشد راعي الفنون والآداب والعلوم على هذه المكرمة . وكل التقدير لسموه لمنحه الإقامة الذهبية لكثير من الفنانين العرب والسوريين، والتي تتيح لهم فرصة العمل والإقامة المستمرة في ربوع الإمارات».

## أعماله

### في التلفاز
- 2021: السنونو
- 2013: مرايا 2013
- 2011: مرايا 2011
- 2007: رجل الأحلام
- 2006: مرايا 2006
- 2005: أحلى المرايا
- 2004: عشنا وشفنا
- 2003: مرايا 2003
- 2002: حديث المرايا
- 2001: حكايا المرايا
- 2000: حكايا
- 1999: مرايا 2000
- 1998: مرايا 99
- 1997: مرايا 98
- 1997: مرايا 97
- 1996: مرايا 96
- 1995: مرايا 95
- 1991: شوفو الناس
- 1989: الرجل الأخير
- 1988: مرايا 88
- 1986: مرايا 86
- 1984: مرايا 84
- 1983: زمن الحب
- 1982: مرايا 82
- 1981: تلفزيون المرح
- 1981: طبول الحرية
- 1980: بصمات على جدار الزمن
- 1980: أبو الخيل
- 1980: حرب السنوات الأربع
- 1978: الحكاية الثانية من سيرة بني هلال: الأميرة الخضراء
- 1977: الحب والشتاء
- 1977: عودة القدس
- 1977: رحلة المشتاق
- 1973: بريمو
- 1970: حارة القصر

### في المسرح
- 1976: غربة
- 1974: ضيعة تشرين
- 1968: التنين
- 1966: طرطوف
- 1966: الخاطبة
- 1963: شيخ المنافقين

### في السينما
- 1973: الرجل الأخير

| تاريخ العرض         | عنوان الحلقة           |
| ------------------- | ---------------------- |
| 24 آب 2020          | قصيدة إن رضيت دمشق     |
| 31 آب 2020          | الغابة                 |
| 7 أيلول 2020        | الإعلام والحمام الزاجل |
| 14 أيلول 2020       | الكرة الأرضية          |
| 21 أيلول 2020       | أساتذتي                |
| 28 أيلول 2020       | الملافظ سعادة          |
| 5 تشرين الأول 2020  | يا عصفوري يا عصفور     |
| 12 تشرين الأول 2020 | المتنبي                |

## جوائزه
- مصر: حصل ثلاث مرات على جوائز ذهبية في مهرجان القاهرة على تميزه بأعماله الكوميدية.
- سوريا: حصل على جوائز تقديرية من نقابة الفنانين.
- السعودية: حصل على تكريم من مهرجان أبها للكوميديا الدولي (في أول سنة للمهرجان).
- السعودية: حصل على جائزة (الإنجاز مدى الحياة) في مهرجان «جوي أووردز» (Joy Awards)، في يناير 2025.[13]

## وصلات خارجية
- ياسر العظمة على موقع قاعدة بيانات الأفلام العربية
- ياسر العظمة على موقع قاعدة بيانات الفيلم (الإنجليزية)